# Wildparkstadion
Wildparkstadion – wielofunkcyjny stadion położony w niemieckim mieście Karlsruhe.
Swoje mecze domowe na tym stadionie rozgrywa klub Karlsruher SC. Stadion powstał na miejscu rezerwatu jeleni stąd jego nazwa Wildparkstadion. Zbudowano go w 1955 roku, choć boiska do piłki nożnej istniały w tym miejscu już od 1922 roku. Pojemność stadionu wynosi 29 699 miejsc, choć jedynie 14 700 z tego to miejsca siedzące.